# Azərbaycan Birinci Divizionu
Birinci Divizionu (azerb. Azərbaycan Birinci Divizionu) – liga będąca drugim poziomem rozgrywek piłkarskich w Azerbejdżanie. Organizowana jest od 1992 roku przez Azerbejdżański Związek Piłkarski. Przez pierwsze dwa lata rozgrywana była systemem wiosna – jesień, a od sezonu 1993/94 rozgrywana była runda jesienna i wiosenna. Najlepsze drużyny awansują do Premyer Liqası.